# Frederic Dorr Steele

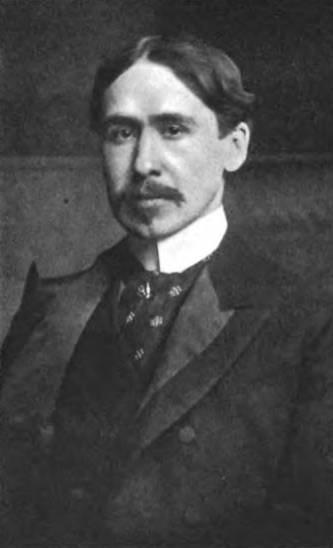
Frederic Dorr Steele im Frühjahr 1901

Frederic Dorr Steele (* 6. August 1873 in Eagle Mills, Marquette County (Michigan); † 6. Juli 1944 in Kips Bay) war ein US-amerikanischer Illustrator.

## Leben
Frederic, der Sohn von William Henry Steele und Zulma De Lacy Steele geborene Dorr, hatte zwei jüngere Geschwister; den Bruder Joseph (* 1879) und die Schwester Zulma (1881–1979). Die künstlerisch begabte Mutter und die Großmutter Julia Caroline Ripley Dorr (1825–1913), eine Dichterin und Schriftstellerin, wiesen Frederic auf den Weg als Maler und Zeichner. 1889 war er nach Rutland (Vermont) zur Großmutter gezogen und hatte die dortige High School besucht. In New York fand er darauf eine Anstellung in einem Architekturbüro. Nebenbei bildete er sich als Zeichner weiter. 1893 wurde er für seine Zeichnungen mit einer Bronzemedaille auf der World’s Columbian Exposition ausgezeichnet. Das Life Magazin veröffentlichte seine Arbeiten. Diese Erfolge verschafften ihm eine Anstellung bei Harper’s. Frederic Steele  studierte in der Art Students League of New York und an der National Academy of Design.
Er heiratete 1898 Mary Polly Thyng (1874–1957) aus Cleveland/Ohio. Das Paar bekam vier Kinder.

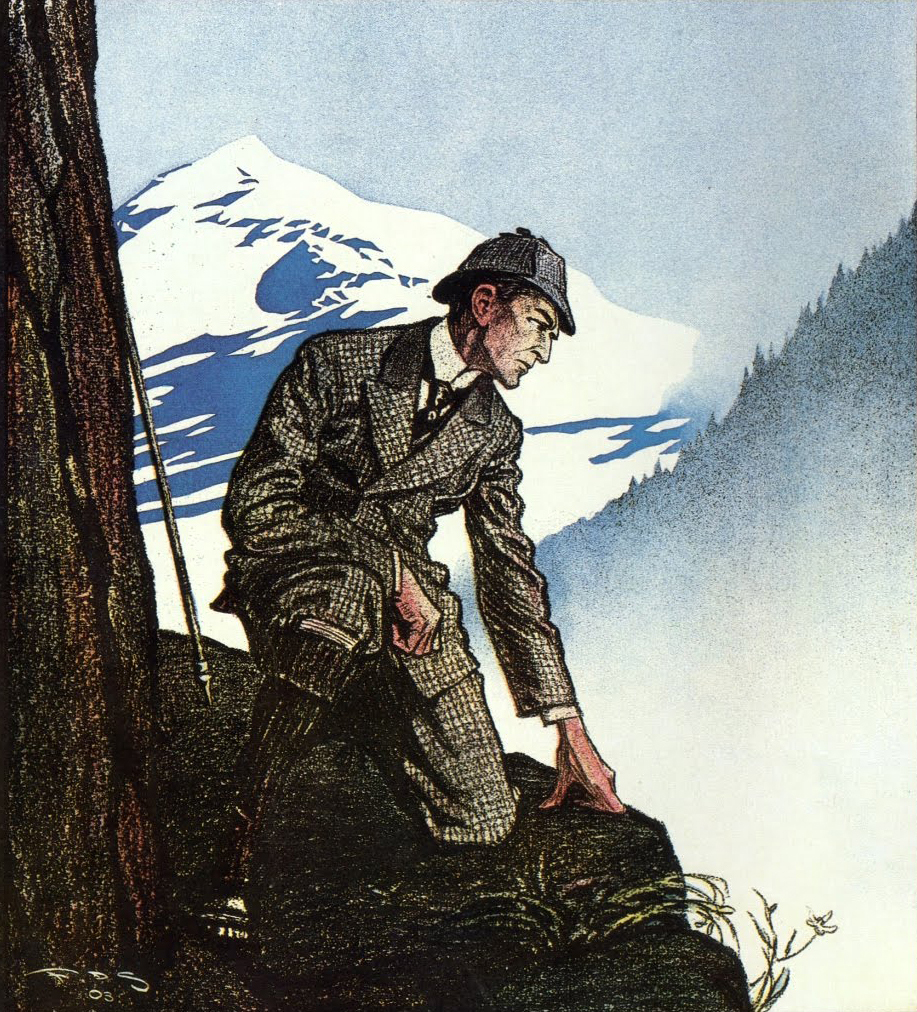
Frederic Dorr Steele (1903): Sherlock Holmes am Reichenbachfall in der Kurzgeschichte Das leere Haus von Arthur Conan Doyle

Auch für andere US-amerikanische Magazine schuf Steele Illustrationen – darunter The Century, McClure’s, The American, Metropolitan, Woman's Home Companion und Everybody's. An Buchillustrationen sind Beiträge für die Autoren Richard Harding Davis, Elliott Flower, Lucy Pratt, Geraldine Bonner (1870–1930) und W. Somerset Maugham zu nennen. Bekannt wurden Steeles Illustrationen zu Arthur Conan Doyles Die Rückkehr des Sherlock Holmes sowie Der Hund von Baskerville.
Frederic Steele starb im Bellevue Hospital/New York City an Pellagra und fand die letzte Ruhe auf dem Albany Rural Friedhof.
Der Nachlass Steeles wird in der Bibliothek der University of Minnesota in Minneapolis bewahrt.